# Zoomby.ru
Zoomby.ru (Зумби.ру) — российский онлайн-кинотеатр с легальным контентом, который до 29 марта 2017 года был доступен. Компания принадлежала структурам «Газпром-Медиа» и «ВГТРК». Монетизировалась через рекламную модель.
По сведениям «TNS Россия», на сентябрь 2016 года аудитория сервиса достигала 1,2 миллиона пользователей, снизившись с пикового значения декабря 2013 года — 9,8 миллионов зрителей.

## История
Zoomby вышел из закрытого тестирования 19 мая 2010 года. Компания создана интернет-холдингом WebMediaGroup (в который также входят интернет-магазин Dostavka.ru, порталы Menu.ru, Inout.ru, Weekend.ru, Bank.ru, Credit.ru и Photosight.ru) в партнёрстве с медиахолдингом «ВГТРК». Zoomby стал первым российским сервисом с правом трансляции телепрограмм спустя несколько часов после выхода в эфир. Около десяти миллионов долларов инвестиций для запуска предоставили WebMediaGroup и фонд Russian Media Ventures. К концу 2010 года компания отчиталась о 85 тысячах зрителей в день и 140 тысячах зарегистрированных пользователей.
В феврале 2012 года компания WebMediaGroup привлёк 10 миллионов долларов дополнительных инвестиций от основателей компании, «Газпромбанка» и венчурного фонда «Лидер-инновации». Бо́льшая часть средств была направлена приобретение контента, маркетинг и разработку. По сведениям «TNS Россия», к декабрю 2013 года аудитория онлайн-кинотеатра достигала 9,8 миллионов зрителей.
В 2014 году планировалось изменение структуры акционеров в рамках сделки между «Ростелекомом» и «Газпром-Медиа Холдингом». Предполагалось, что специализирующийся на телевизионном контенте Zoomby будет объединён с ориентированным на кинофильмы Now.ru и предоставляющим пользовательский контент Rutube под единым брендом. Сделка была одобрена Федеральной антимонопольной службой, но после перестановок в руководстве «Газпром-Медиа» от неё отказались.
На май 2015 года, по данным TNS Web Index, ежемесячная аудитория составляла более 7 млн российских пользователей. По итогам того же года выручка Zoomby составила 50 миллионов рублей при чистым убытке более чем 30 миллионов рублей. В том же 2015 году в число акционеров с долей 26,25 % вошли структуры «ВГТРК».
В феврале 2017 года стало известно, что Девятый арбитражный апелляционный суд подтвердил решение московского арбитражного суда, вынесенное в 2016 году, взыскать у онлайн-кинотеатр Zoomby в пользу ВГТРК 46 миллиона задолженности по лицензионным отчислениям плюс 7 млн рублей пени. Источники «Ведомостей» сообщали, что «за несколько лет у Zoomby сменилось несколько команд» и что «проект очевидно заморожен», а сам «Газпром-Медиа»  сконцентрировался на развитии проекта Ruform — объединения видеохостинга Rutube и профессиональной системы интернет-дистрибуции Pladform.
В дальнейшем СМИ не раз говорили о закрытии проекта, а также о том, что сайт не отвечает на запросы. 29 марта 2017 года сайт Zoomby.ru заменён на сайт «Рейтинг букмекеров», а сам домен, судя по всему, сменил владельца, был снова создан в феврале 2019 и июне 2021 годов, перейдя из рук одного киберсквоттера к другому.

## Контент
Значительную часть библиотеки Zoomby составляли телевизионные передачи и сериалы, доступные по принципу «вслед за эфиром» — вскоре после трансляции по телевидению. По данным 2013 года, самые популярные категории контента: российские сериалы (35 % от общего количества просмотров на Zoomby), фильмы (26,5 %) и мультфильмы (25 %).
Ресурс давал доступ к материалам телеканалов «Россия-1», «Россия-24», «Россия-Культура», «НТВ», «РЕН ТВ», «Моя планета», «ТВ Центр» и «Пятый канал». Кроме того, контент предоставляли кинокомпании и дистрибьютеры: Star Media, Bazelevs, VolgaFilm, IdeaFix Media, «Мистерия», «Монолит», PRIOR, «САН Медиа», «Библиотека кино».
Пользователи просматривали материалы бесплатно, а Zoomby зарабатывал на трансляции рекламных роликов до, во время и после просмотра фильмов, сериалов и передач. Доходы от рекламы делились между площадкой и правообладателями.

## Доступ
Библиотека Zoomby была доступна через сайт кинотеатра, приложения для мобильных платформ iOS и Android. Фильмы из библиотеки были представлены на сайтах «КиноПоиск», «Афиша Mail.Ru», в разделе на сайте журнала «Афиша». После подписания президентом России «антипиратского» закона № 187-ФЗ, создавшего условия для блокировки сайтов с нелицензионным контентом по требованию правообладателя, Zoomby дал возможность размещать свой плеер площадкам, стремящимся легализовать свои библиотеки. В результате в 2014 года Zoomby получил 4,8 % всей выручки рынка легальных видеосервисов.
Плеер Zoomby работал на телевизорах с поддержкой Smart TV и ряде телевизионных приставок. По данным компании, в июле 2014 года число показов видео через мобильные приложения и приложение для Smart TV составило 15,5 млн, популярность этого канала доступа выросла за год в пять раз (только 58 % просмотров Zoomby совершается с ПК, 36 % приходится на Smart TV и 6 % — на мобильные устройства. По данным TNS, аудитория Zoomby к сентябрю 2016 года уменьшилась до 1,2 миллиона пользователей.